# Осса Сото, Хорхе Альберто
Хорхе Альберто Осса Сото (исп. Jorge Alberto Ossa Soto; род. 29 июля 1956, Эль-Кармен-де-Вибораль, Антьокия, Колумбия) — епископ Римско-Католической церкви, епископ Флоренсии с 21 января 2003 года по 15 июля 2011 год, епископ Санта-Роса-де-Ососа с 15 июля 2011 года.

## Биография
Хорхе Альберто Осса Сото родился 29 июля 1956 года в населённом пункте Эль-Кармен-де-Виборал, Колумбия. 23 мая 1982 года был рукоположён в священника.
21 января 2003 года Римский папа Иоанн Павел II назначил Хорхе Альберто Осса Сото епископом Флоренсии. 1 марта 2003 года состоялось рукоположение Хорхе Альберто Осса Сото в епископа, которое совершил епископ Истмины-Тадо Алонсо Льяно Руис в сослужении с епископом Картаго Луисом Мадридом Мерлано и апостольским викарием апостольского викариата Летисии Хосе-де-Хесусом Кинтеро Диасом.
15 июля 2011 года Римский папа Бенедикт XVI назначил Хорхе Альберто Осса Сото епископом Санта-Роса-де-Ососа.

## Источник
- Информация Архивная копия от 20 апреля 2013 на Wayback Machine  (англ.)